# OP2502 HIGH-SPEED
FOMA OP2502 HIGH-SPEED（フォーマ・オーピー に ご ぜろ に・ハイスピード)は、ベルギーen:Option N.V.社によって開発された、NTTドコモによるHSDPA対応のExpressCard型FOMA製品である。

## 概要
OP2502 HIGH-SPEEDは、「FOMAハイスピード」に対応する。発売されれば、ドコモ初のExpressCard型のカード型端末になっていた。海外のW-CDMA・GSM・GPRSネットワークでのローミング (WORLD WING) が可能な端末である。2008年6月6日に発売を中止することがNTTドコモより発表された。

### 発売中止
一部のノートパソコンで使用した場合に、本商品がパソコンから抜けなくなる、または抜き取る際にパソコンのスロット部分を破損してしまうおそれがあることが開発段階で判明した。
現状全てのパソコンで問題なく使用できるとの確証が得られないことからやむなく発売を中止した。このため、ドコモでのExpressCard34端末は、2009年11月のL-07Aリリースまで待つことになった。
同じく、同社がイー・モバイル向けに供給したD02OPに於いても上記と同様な理由により販売開始後に自主回収となり、販売中止となった。

## 仕様（テンプレート外）
- 通信速度
  - パケット通信（FOMAハイスピードエリア） : 送信最大 384 kbps／受信最大7.2 Mbps
  - パケット通信（FOMAエリア） : 送受信最大 384 kbps
- 対応OS（各日本語版）
  - Windows 2000 Professional
  - Windows XP Home Edition
  - Windows XP Professional
  - Windows Vista
  - MAC OS X（10.4.7～10.4.10）
- 対応エリア（日本国内）
  - FOMAハイスピードエリア
  - FOMAサービスエリア
  - FOMAプラスエリア

## 歴史
- 2007年10月1日 - 開発を発表
- 2007年11月13日 - テュフ・ラインランド (テュフ)通過
- 2008年6月6日 - 発売中止を発表